# Параскева Симова
Параскева Симова Димитрова е български физик.

## Биография
Родена е на 6 януари 1920 г. в Кърджали. Завършва девическа гимназия в Стара Загора, а след това и физика в Софийския университет. Между 1946 и 1950 г. учи в СССР, където защитава дисертация по молекулярна спектроскопия. От 1953 до 1970 г. е старши научен сътрудник ІІ степен по оптика и спектроскопия, когато става професор оптика и спектроскопия. От 1953 до 1954 г. е научен секретар на Физическия институт при БАН. Симова е сред създателите на лаборатория по оптика и спектроскопия във Физическия институт при Българската академия на науките. Заедно с Милко Борисов и под ръководството на академик Георги Наджаков създава технология за изготвяне на луминесциращи кристали от цинков сулфид, активиран с мед и апаратура за Раманова спектроскопия и получават първите Раманови спектри в България. В периода 25 април 1971 – 4 април 1981 г. е кандидат-член на ЦК на БКП. Умира през 2010 г.

## Публикации
- П. Симова, З. Бургуджиев, И. Пенчев, С. Симеонов, Молекулен спектрален анализ, Наука и изкуство, София, (1973)
- П. Симова, С ключа за лабораторията (за М. Борисов), „Работническо дело“, с. 2; ИФТТ–Музей, ф. 12 (М. Борисов), оп.5, а.е. 2, л. 15
- П. Симова, Защитената научна школа (за М. Борисов), ИФТТ–Музей, ф. 12 (М. Борисов), оп. 5, а.е. 2, л. 12 (изрезка от вестник, 7 април 1982)
- П. Симова, Своя позиция в науката (за М. Борисов), ИФТТ–Музей, ф. 12 (М. Борисов), оп. 5, а.е. 2, л. 13 (изрезка от вестник, 1982)
- П. Симова, И. Саватинова, Секция по оптика, спектроскопия и оптоелектроника, Бюлетин на ДФБ (2) 47 – 51 (1984)